# Krajobraz górniczy Roșia Montană
Krajobraz górniczy Roșia Montană – obszar położony w gminie Roșia Montană w Rumunii z zachowanymi woskowymi tabliczkami, świadczącymi o wydobyciu złota w tym rejonie. W 2021 został wpisany na listę światowego dziedzictwa UNESCO.

## Historia
Kopalnie złota w tym rejonie zostały wybudowane przez Rzymian w 104 r n.e. Kruszec ten był przez nich wydobywany, przez ponad 166 lat. Rzymskie kopalnie były usytuowane w czterech górach: Cetate, Cârnic, Orlea oraz Letea, w których system wydrążonych  korytarzy górniczych przekraczał 7 km długości.  W pobliżu kopalni znajdowały się również budynki, w których przetwarzano rudę, pomieszczenia mieszkalne, budynki administracyjne, obszary sakralne oraz nekropolia. Źródłem wiedzy na temat działalności górniczej w rejonie Roșia Montană są znalezione woskowe tabliczki, z zapisanymi szczegółowo informacjami na temat kwestii prawnych oraz spraw społeczno-gospodarczych tegoż rejonu. Złoto było również, na mniejszą skalę, wydobywane po upadku Cesarstwa Zachodniorzymskiego, przez całe średniowiecze, aż do czasów nowożytnych. W 2021 roku krajobraz został wpisany na listę światowego dziedzictwa UNESCO oraz jednocześnie na Listę zagrożonego dziedzictwa.